# Villandry
Villandry is een dorp en gemeente in het departement Indre-et-Loire in het midden van Frankrijk. Het plaatsje ligt niet ver van de rivier de Loire. Villandry telde op 1 januari 2022 1.138 inwoners. Het plaatsje is vooral bekend vanwege het Kasteel van Villandry.

## Geografie
De oppervlakte van Villandry bedroeg op 1 januari 2022 17,8 vierkante kilometer; de bevolkingsdichtheid was toen 63,9 inwoners per km².

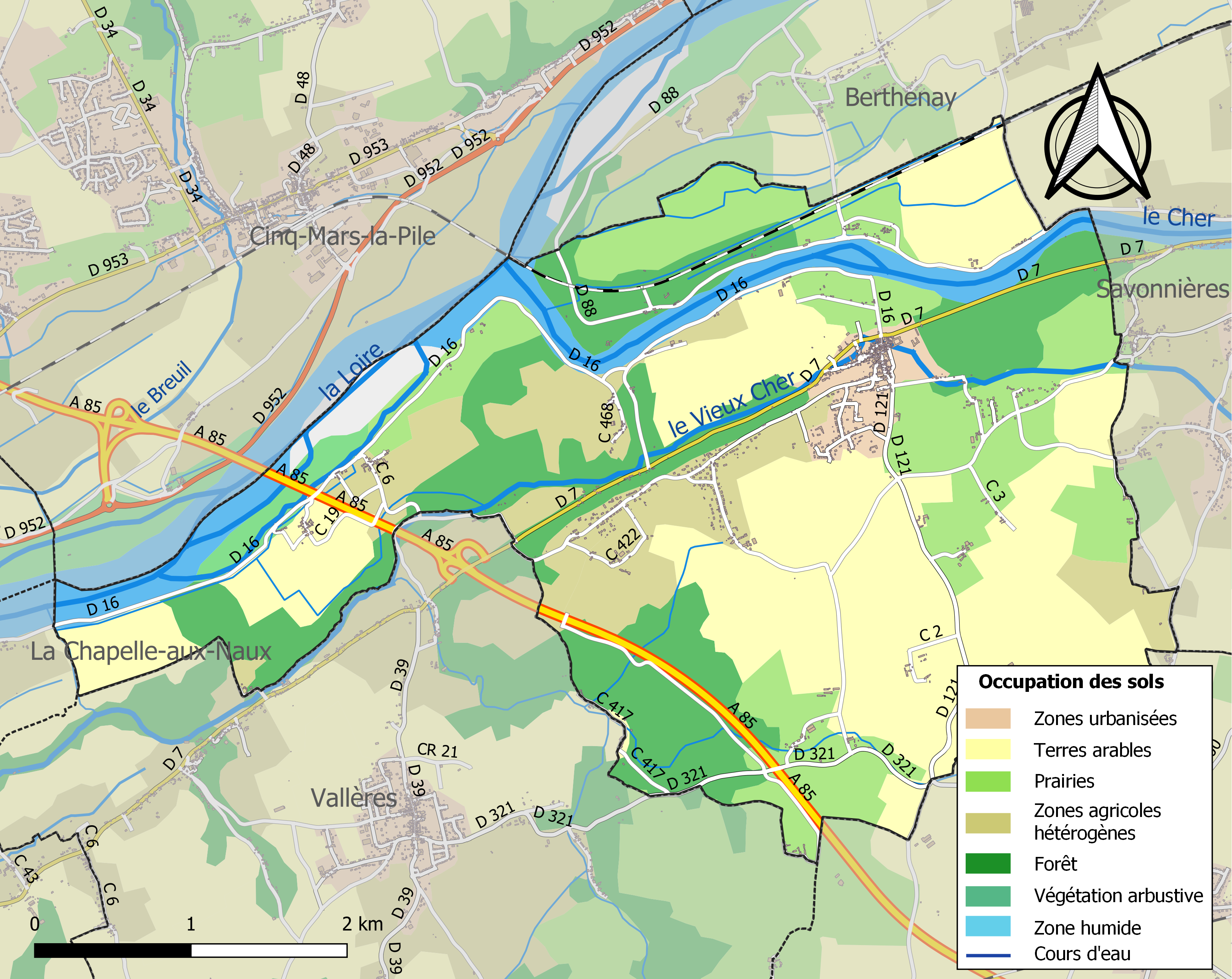
Kaart van de gemeente met belangrijkste infrastructuur, bodemgebruik en omliggende gemeenten

## Demografie
Onderstaande figuur toont het verloop van het inwoneraantal van Villandry vanaf 1962.